# U-1022
U-1022 – niemiecki okręt podwodny (U-Boot) typu VII C/41 z okresu II wojny światowej. Okręt wszedł do służby w 1944 roku.

## Historia
Wcielony do 31. Flotylli U-Bootów celem szkolenia załogi, od lutego 1945 roku w 11. Flotylli jako jednostka bojowa.
U-1022 odbył jeden patrol bojowy, podczas którego zatopił statek o pojemności 1392 BRT i okręt pomocniczy – brytyjski trawler ZOP HMS „Southern Flower” (328 BRT).
Poddany 9 maja 1945 roku w Bergen (Norwegia), przebazowany 30 maja do Loch Ryan (Szkocja). Zatopiony 29 grudnia 1945 roku w ramach operacji Deadlight.